# Casalabriva
Casalabriva är en kommun i departementet Corse-du-Sud på ön Korsika i Frankrike. Kommunen ligger  i kantonen Petreto-Bicchisano som tillhör arrondissementet Sartène. År 2022 hade Casalabriva 229 invånare.

## Befolkningsutveckling
Antalet invånare i kommunen Casalabriva
Referens:INSEE